# Massacre de Tar Taing
Le massacre de Tar Taing est un massacre de civils par les forces militaires birmanes entre le 1er et le 2 mars 2023, dans le village de Tadaing (diversement orthographié Tataing, Tar Taing, Tatai, Tartaing et Tar Tine), région de Sagaing, située 45 km à l'ouest de Mandalay, la 2e plus grande ville de Birmanie. Au cours du massacre, les troupes de l'armée de Birmanie tuent au moins 17 civils. L'événement  devient l'un des massacres de civils les plus meurtriers de Birmanie en 2023. Neuf jours seulement après ce massacre, les troupes militaires tuent au moins 28 personnes supplémentaires lors du massacre de Pinlaung.

## Contexte
Le 1er février 2021, les forces armées de Birmanie organisent un coup d'État et renversent le gouvernement démocratiquement élu dirigé par la Ligue nationale pour la démocratie. Peu de temps après, l'armée crée une junte, le Conseil d'administration de l'État (SAC), et déclare l'état d'urgence national. En réponse, des civils dans tout le pays organisent des manifestations à grande échelle pour résister à la prise de contrôle militaire.
En mai 2021, la résistance dirigée par des civils se transforme en guerre civile contre le SAC, qui n'est pas disposé à faire des compromis. Tadaing est un petit village d'environ 80 ménages, situé au confluent des rivières Irrawaddy et Mu, et fait face au village voisin de Nyaungyin.
Fin février 2023, les troupes de l'armée de Birmanie lancent une offensive militaire dans la région de Sagaing, où se trouve Tadaing, pour intimider et réprimer la résistance locale, en brûlant et en attaquant des villages, en exécutant des villageois et en chassant des milliers de personnes de leurs maisons,. Au 23 février, 14 des 50 cantons placés sous la loi martiale sont situés dans la région de Sagaing.

## Incident

Insigne du 99e LID.

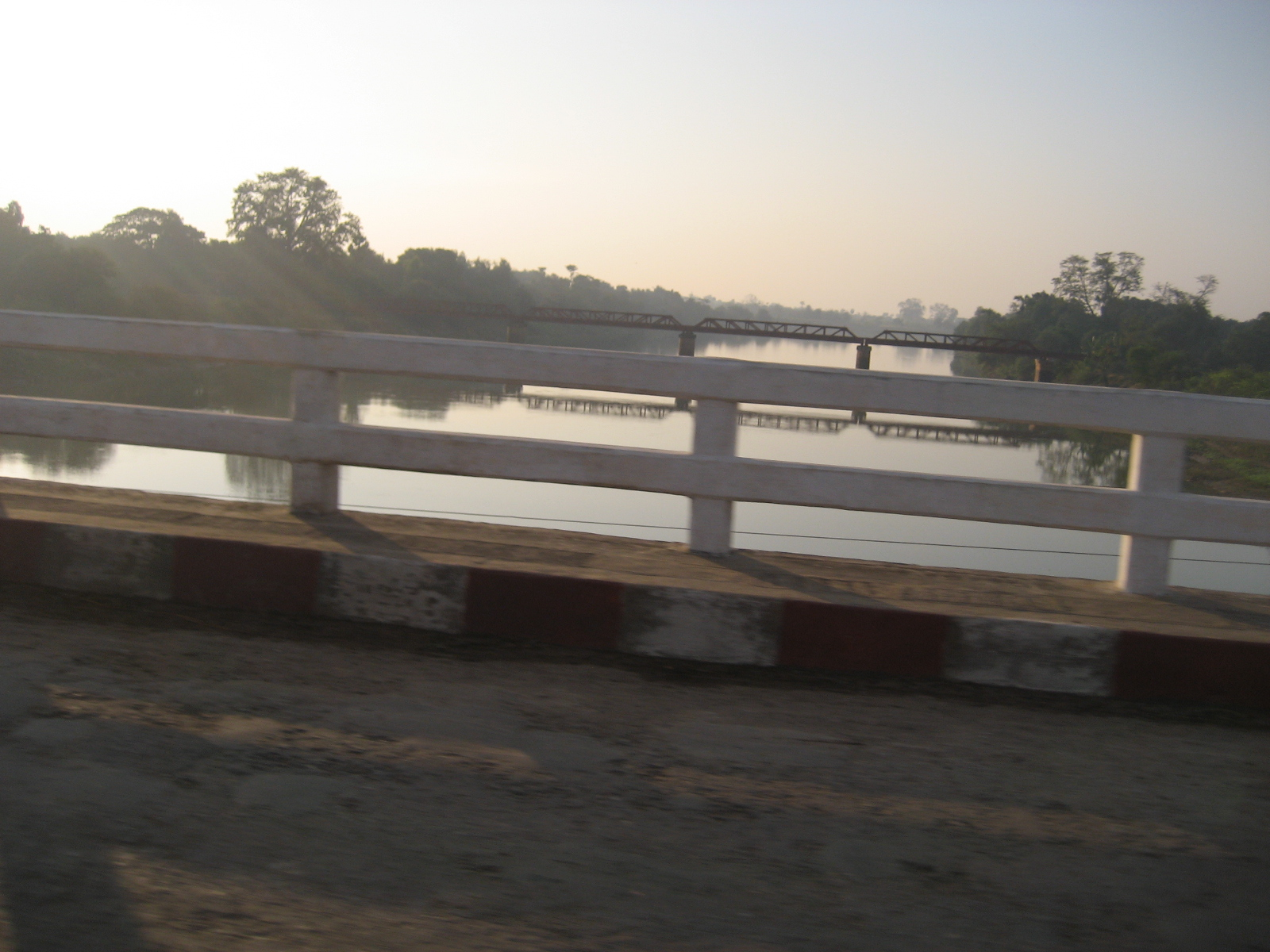
Vue sur la rivière Mu.

Le 23 février, une force opérationnelle spéciale composée de soldats de la 99e division d'infanterie légère (LID) est déployée par hélicoptère dans le canton d'Ayadaw, situé à 50 km au nord de Tadaing, et lance une série de raids dans les villages. Les soldats sont stationnés au Commandement militaire du Nord-Ouest à Monywa. Au cours de l'offensive militaire, les troupes de l'armée accompagnées d'hélicoptères Mi-35 de fabrication russe incendient et attaqué des villages entiers alors qu'ils avançaient vers le confluent des fleuves Irrawaddy et Mu. Le 26 février, une violente bagarre éclate dans le village de Kandaw, après que des combattants locaux tentent de défendre le village. Ce jour-là, les troupes décapitent les têtes de quatre combattants de la résistance, dont deux adolescents, à Kandaw et dans le village voisin de Nyaungpinkan.
Le 1er mars, vers 3 h du matin, les troupes de l'armée traversent la rivière Mu et commencent à attaquer le village de Tadaing. Les villageois là-bas n'évacuent pas, sous la fausse hypothèse que les troupes ne traverseraient pas la rivière. Ce soir-là, les troupes de l'armée arrêtent 70 à 100 villageois de Tadaing, les prenant en otage, dans un temple local,. Les soldats attaquent les magasins et les maisons du village et torturent les villageois tout au long du raid.
Le lendemain matin, les troupes prennent les otages comme boucliers humains, alors qu'ils marchent vers le village de Nyaungyin, qui est situé à 4 km à l'ouest de Tadaing,. La Demon King Defence Force, un groupe de résistance local, ne parvient pas à sauver les otages des troupes. Plus tard dans la journée, les troupes de l'armée exécutent les otages. Les soldats de l'armée violent et agressent sexuellement au moins 3 femmes avant de les tuer,. Le cadavre de « Michael » Kyaw Zaw, le seul combattant de la résistance locale parmi les victimes, est fortement mutilé, car les troupes le décapitent et démembrent,,. Un autre civil, « Yahu » Naing Lin Aung, est décapité.

## Auteurs
L'attaque est menée par les troupes de l'armée birmane de la 99e division d'infanterie légère (LID) sous le commandement direct du chef d'état-major de l'armée, qui relève finalement de Min Aung Hlaing, qui dirige également la junte militaire, le Conseil d'administration de l'État. Le 99e LID, qui est décrit par les habitants comme la « colonne ogre » (ဘီလူးစစ်ကြောင်း) en raison de leur violence, mènent les offensives militaires meurtrières de 2017 qui forcent 800 000 villageois rohingyas à fuir vers le Bangladesh,.

## Victimes
Toutes les victimes sauf une sont des civils, et la plupart sont des agriculteurs et des pêcheurs. Au moment de leur décès, les 17 victimes connues ont entre 17 et 67 ans.

## Conséquences
Le 4 mars, des villageois découvrent quatorze corps sur un petit banc de sable de rivière et une plantation de manguiers près de Nyaungyin,. La plupart des victimes sont exécutées par balles, les cadavres portant des signes de torture,. Trois cadavres supplémentaires  sont découverts à Tadaing. Les villageois ont du mal à récupérer les corps, car les troupes placent des mines terrestres autour des corps. Les survivants de Tadaing n'ont pas pu rentrer chez eux, car tout le village est incendié.
Après le massacre, les troupes militaires poursuivent leur offensive, attaquant les villages voisins de Letkabin, Phomagyikin et Alakapa. Le 5 mars, les troupes  arrêtent Sayadaw Aggavaṃsa, un moine basé à Mandalay qui est parti pour Sagaing, afin d'aider les personnes déplacées à l'intérieur du pays. Le 7 mars, les troupes avancent vers Alakapa, qui se trouve également le long de la route Monywa-Mandalay. Entre le 23 février et le 5 mars, les troupes de l'armée dans les environs de Tadaing tuent au total 99 villageois, décapitent 20 résistants et violent au moins 3 femmes.

## Réactions

### Internes
Le 3 mars 2023, le gouvernement d'unité nationale de Birmanie (NUG), parti d'opposition, publie une déclaration condamnant les crimes de guerre et les crimes contre l'humanité commis par l'armée birmane lors du massacre. Le NUG porte l'affaire, qui viole le droit international, devant les organes judiciaires internationaux, notamment le Conseil de sécurité des Nations Unies et la Cour pénale internationale,. Aung Myo Min, le ministre des droits de l'homme du NUG, qualifie le massacre de démocide[Lequel ?]. L'armée birmane n'a pas répondu publiquement.

### International
En mars 2023, aucune organisation internationale n'a encore réagi publiquement. Lors de la 52e session du Conseil des droits de l'homme des Nations Unies, Volker Türk, le Haut-Commissaire des Nations Unies aux droits de l'homme, accuse l'armée d'avoir fortement intensifié son utilisation des incendies criminels comme arme contre des civils, notant que 1,3 million de personnes sont déplacées depuis le coup d'État, et que 25 000 des 39 000 maisons détruites par les opérations militaires depuis février 2022 se trouvaient dans la région de Sagaing,.